# Dr. Oetker

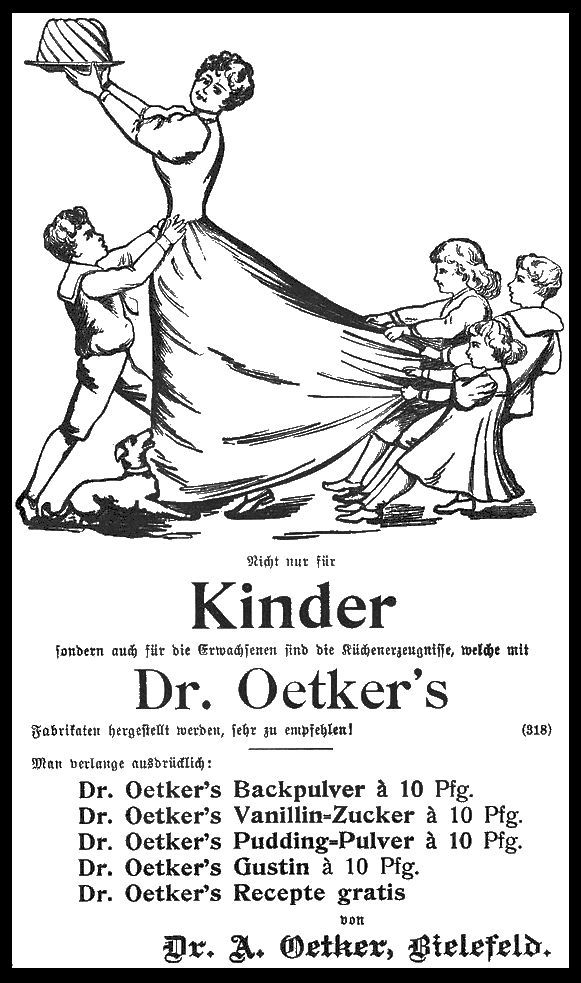
Anunci del 1903

El Grup Oetker, en alemany: Oetker Gruppe o simplement Dr. Oetker, és una empresa multinacional, d'origen alemany fundada el 1891. Treballa en sis dominis d'activitats.
Després de la Segona Guerra Mundial (aquesta empresa ha reconegut que havia tingut treballadors esclavitzats), aquest grup es va dividir en dues companyies d'acord amb el hereus del fundador, l'anomenada segons el nom del fundador, Companyia August Oetker,: i l'empresa Dr. Arend Oetker Holding GmbH & Co.

## Activitats

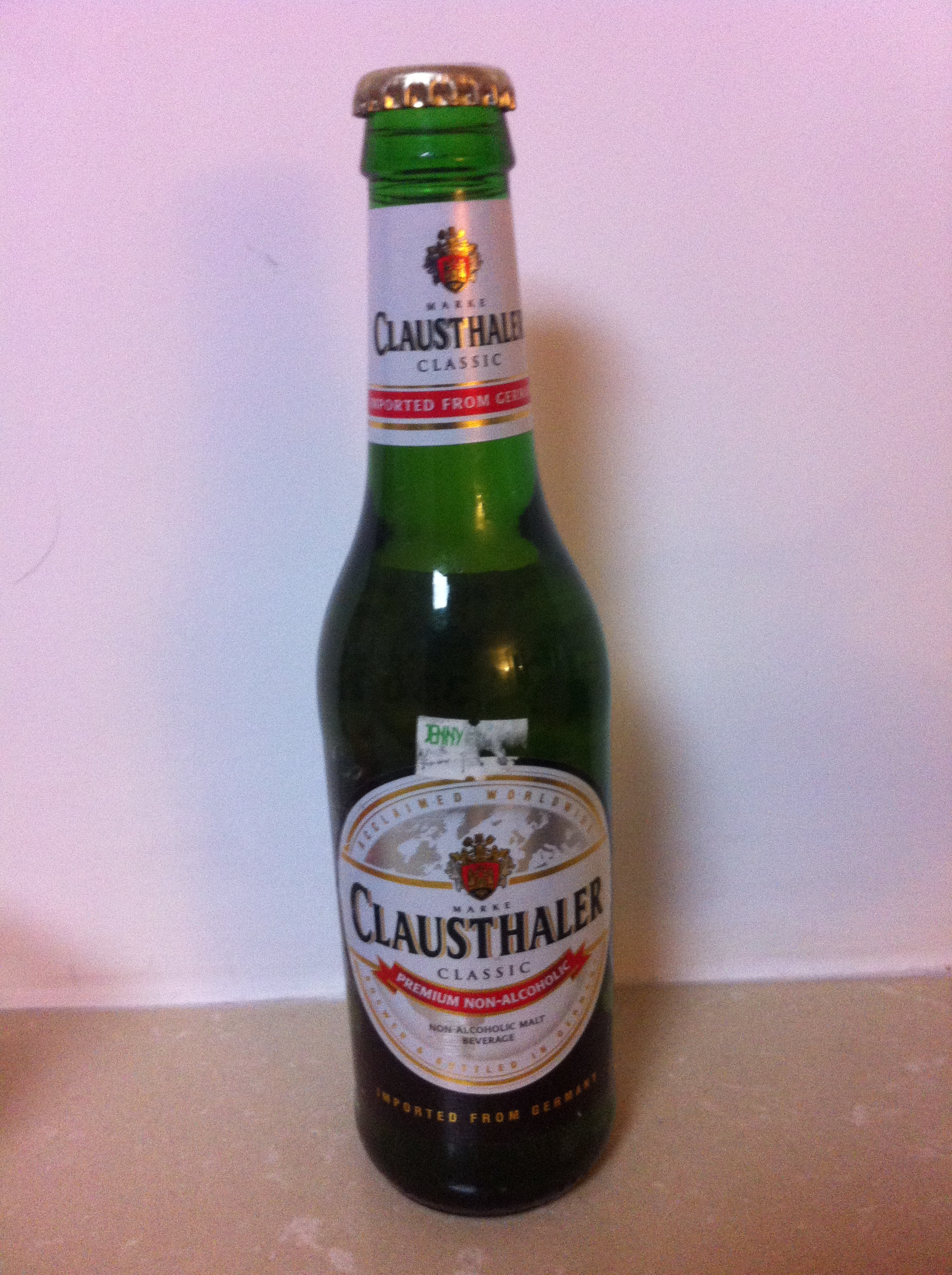
Botella de cervesa Clausthaler

- L'alimentació (pizzas, pudding, aromes, midó, Aliments processats, etc.)
- Les cerveses i les begudes sense alcohol (Radeberger, Jever, Dortmunder Actien-Brauerei, Clausthaler, Henninger, Mainzer Aktienbier, Grafenwalder etc.)
- Vins i begudes alcohòliques (Schloss Johannisberg, Henkell Trocken, Wodka Gorbatschow)
- Transports fluvials (Hamburg Süd)
- Banca (Bankhaus Lampe)
- Htels (Douglas Holding 26 %)

Fins al 2007, la filial francesa s'anomenava Ancel.